# Palilula (Belgrad)

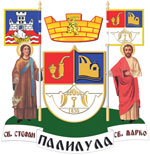
Palilulas vapen

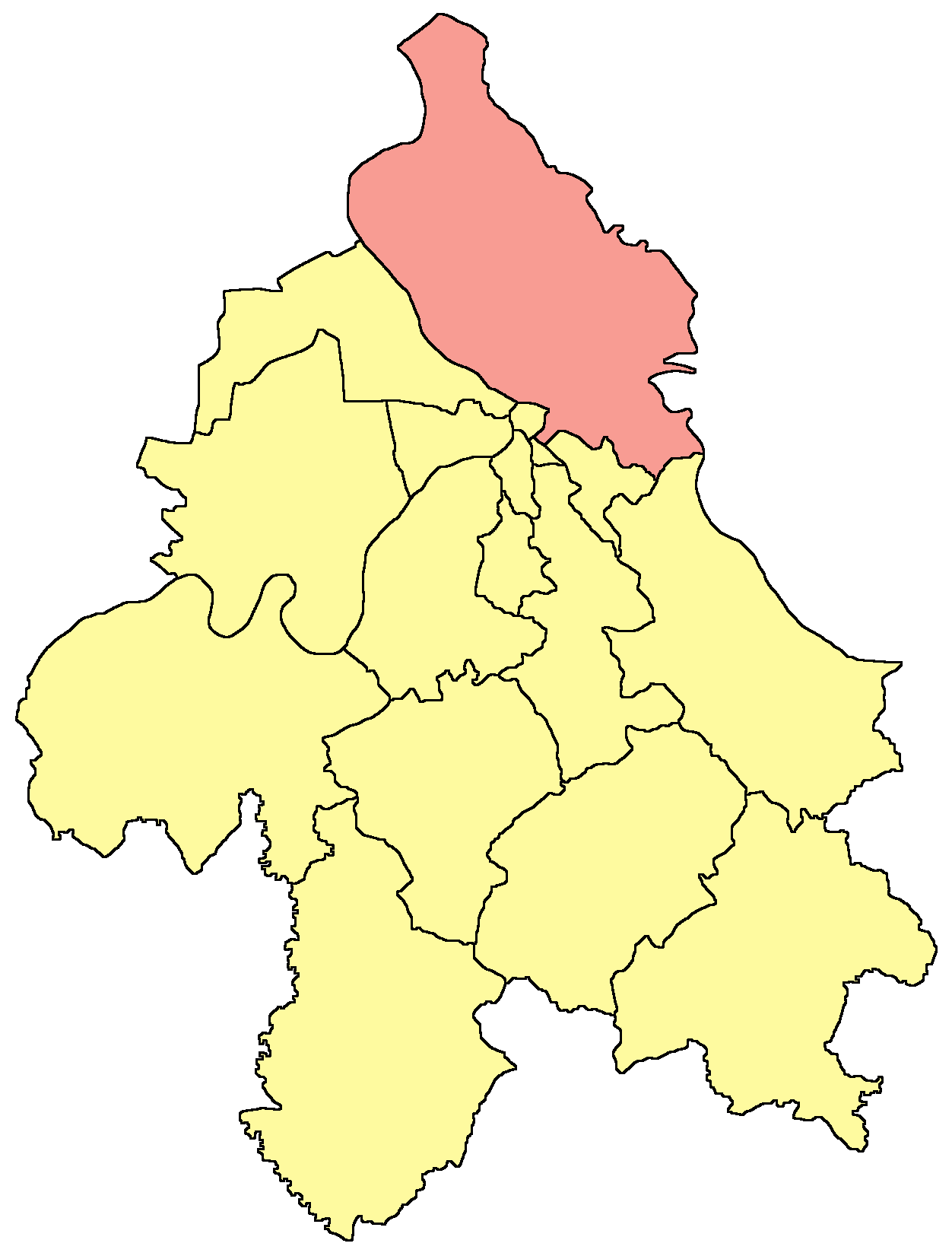
Palilula i Belgrads stad

Palilula (serbiska: Палилула) är en stadsdel och en kommun i Belgrad i Serbien. Kommunen har 155 902 invånare (2002) och en yta på 451 km². Palilula är den tredje största belgradkommunen sett till invånarantal, efter Novi Beograd och Čukarica, samt den största kommunen till ytan.
Palilula ligger i norra delarna av Belgrad, öster om Terazije. Det ursprungliga Palilulas gränser är inte helt kända, vilket gäller för många av Belgrads stadsdelar. Genom kommunen flyter floden Donau.

## Historia
Palilula uppkom under första halvan av 1700-talet, då habsburgska Österrike ockuperade norra Serbien mellan 1717 och 1719. Orten, uppförd som en förstad i utkanten av Belgrad hade ursprungligen namnet Karlstadt och var känd för sina jordbruks- och hantverksprodukter. 
Det nuvarande namnet sägs komma från pali lulu, som betyder "tänd pipan" på serbiska. Det ska ha uppkommit efter att rökning hade förbjudits i Belgradområdet efter ett antal bränder. I Palilula var dock rökning tillåtet under en del av året.

## Kvarter/orter
Inom Palilula kommun ligger följande stadsdelar och kvarter:
| - Ada Huja - Blok Braća Marić - Blok Branko Momirov - Blok Grga Andrijanović - Blok Sava Kovačević - Blok Sutjeska - Blok Zaga Malivuk - Bogoslovija | - Ćalije - Čaplja - Deponija - Dunav City - Dunavski Venac - Hadžipopovac - Karaburma - Karaburma II - Karaburma-Dunav | - Kotež - Kožara - Krnjača - Lešće - Mika Alas - Nova Karaburma - Paliula - Partizanski Blok - Reva | - Profesorska Kolonija - Rospi Ćuprija - Stara Karaburma - Tašmajdan - Viline Vode - Vilingrad - Višnjica - Višnjička Banja |

Utöver en del av det urbana Belgrad finns i kommunen följande orter:
| - Borča - Veliko Selo - Dunavac - Kovilovo | - Ovča - Padinska Skela - Slanci |

## Galleri

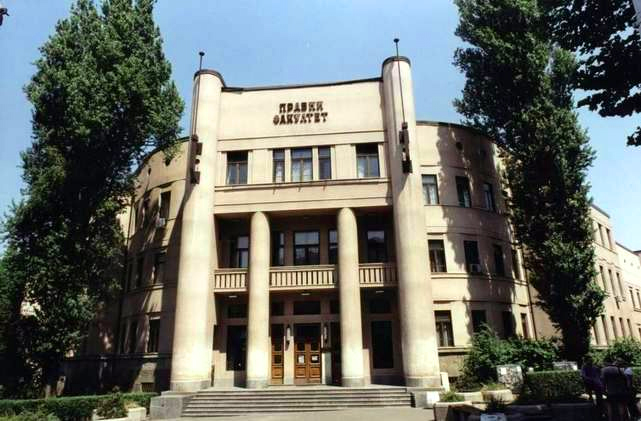
Juridiska institutionen vid Belgrads universitet
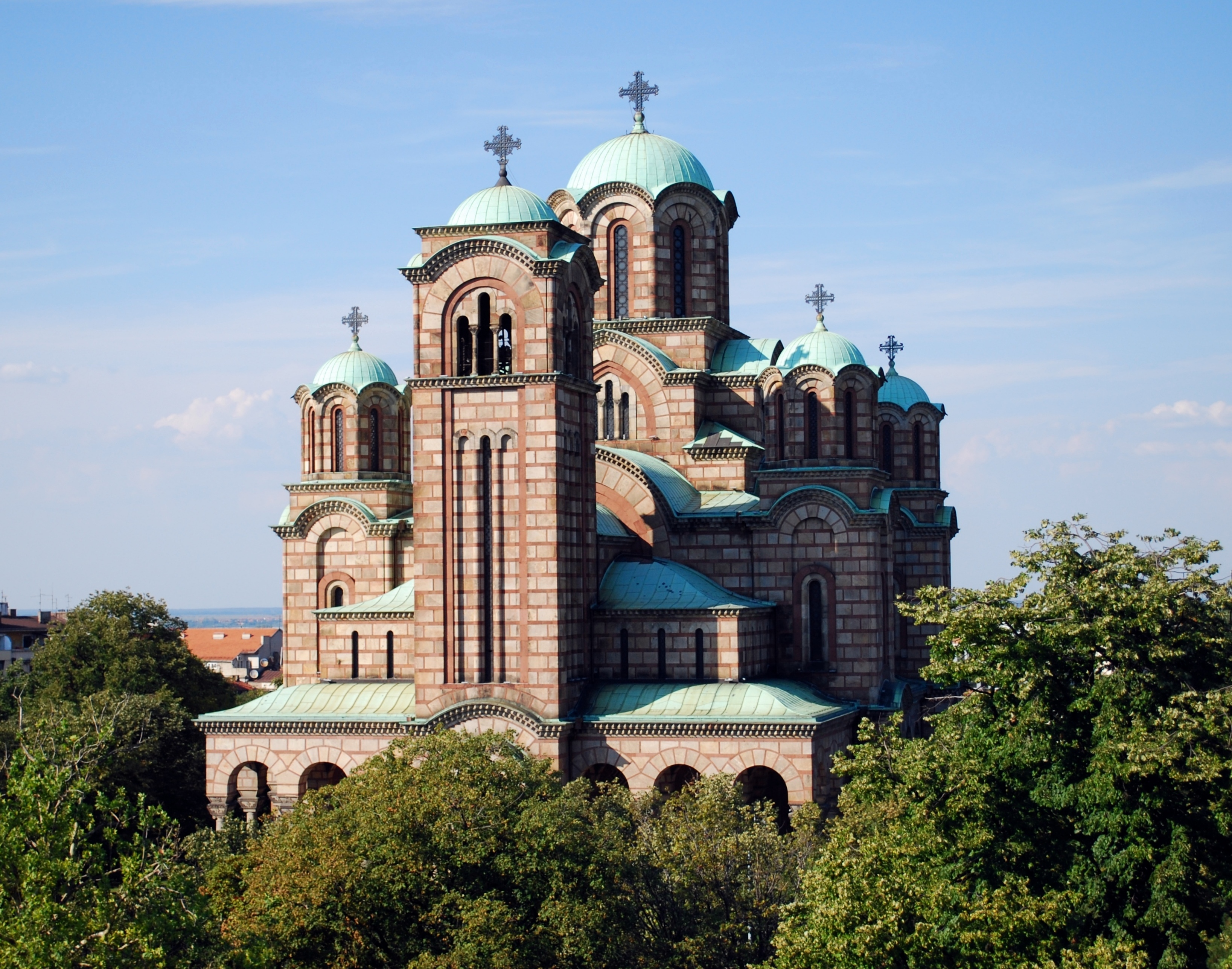
Sankt Markus kyrka
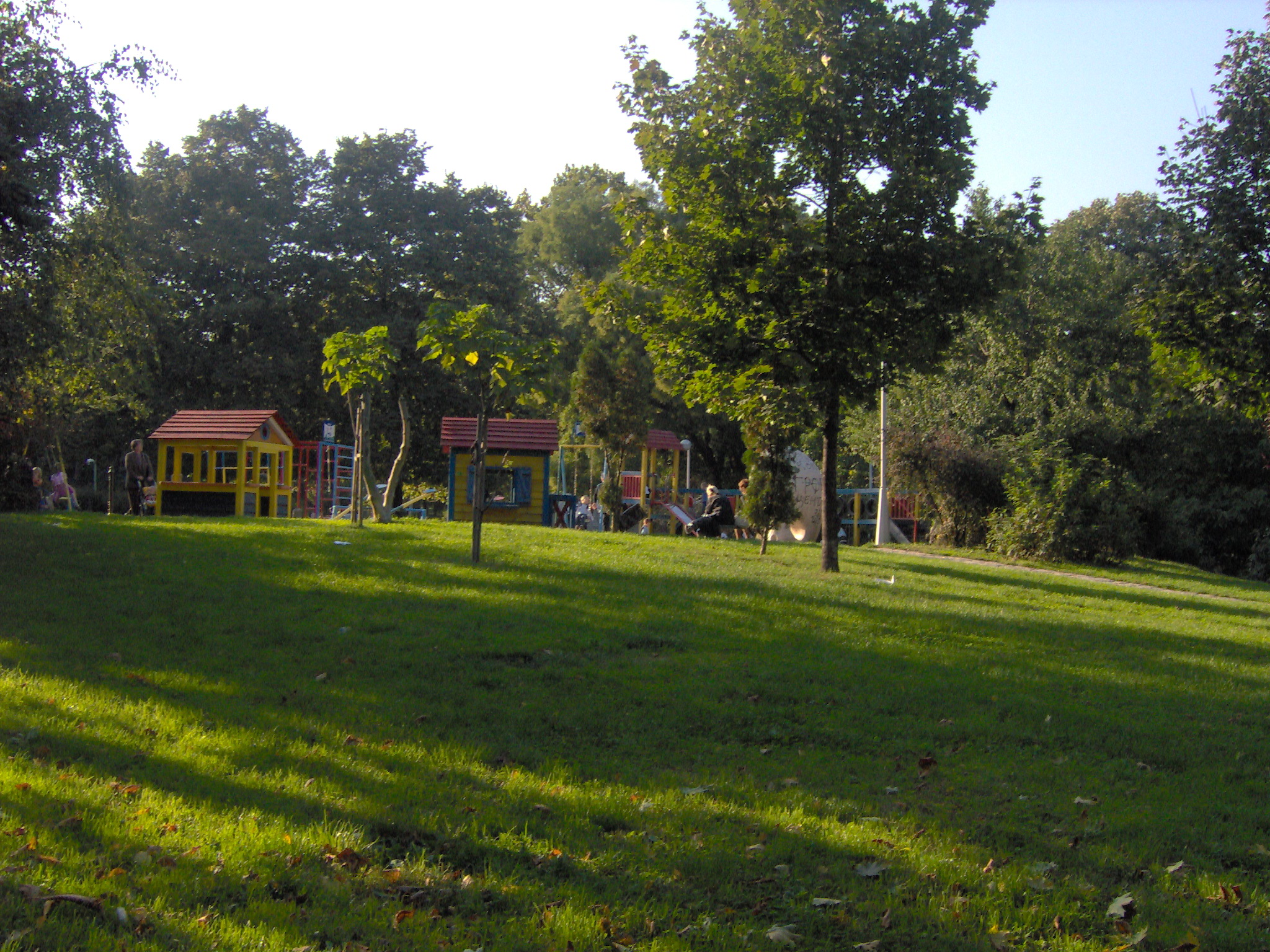
Parken Tašmajdan